# Wieger
Wieger sind militärische Handfeuerwaffen der Serie 9xx aus DDR-Produktion.
Der Markenname „Wieger“ wurde speziell für den Export der Waffen des VEB Geräte- und Werkzeugbau Wiesa (GWB) in das westliche Ausland kreiert. „Wieger“ ist eine Zusammenziehung (Kontraktion) der Wörter „Wiesa“ und „Germany“ für Exportzwecke oder „Wiesa“ und „Gerätebau“ für die Verwendung in der DDR.

## Modelle
Die Kennziffern der verschiedenen Modelle sind systematisch aufgebaut: Die Zehnerziffern kennzeichnen das Kaliber (910/970: 7,62 × 39 mm, 920/950: 5,45 × 39 mm, 940: 5,56 × 45) und die Einerziffern die Modellvariante (9×1: Kolben, 9×2: Schulterstütze, 9×3: kurzer Lauf und Schulterstütze, 9×4: Leichtes MG 500-mm-Lauf und Zweibein, 9×5: Präzisionsgewehr 500-mm-Lauf mit ZF) innerhalb der Kalibergruppe.
| Modell | Bezeichnung                                        | Kaliber        |
| ------ | -------------------------------------------------- | -------------- |
| 910    | AKM (modernisiert)                                 | 7,62 × 39      |
| 911    | AKM (AKM)                                          | 7,62 × 39      |
| 912    | AKM (AKMS)                                         | 7,62 × 39      |
| 913    | AKM (AKMS-K)                                       | 7,62 × 39      |
| 914    | AKM (leichtes Maschinengewehr)                     | 7,62 × 39      |
| 915    | AKM (Präzisionsgewehr PG 500)                      | 7,62 × 39      |
| 916    | AKM (AKMZ, AKMSZ)                                  | 7,62 × 39      |
| 917    | AKM (Jagdgewehr Speger)                            | 7,62 × 39      |
| 920    | AK-74                                              | 5,45 × 39      |
| 921    | AK-74 (AK-47 N)                                    | 5,45 × 39      |
| 922    | AK-74 (AKS)                                        | 5,45 × 39      |
| 923    | AK-74 (AKS NK)                                     | 5,45 × 39      |
| 924    | AK-74 (leichtes Maschinengewehr)                   | 5,45 × 39      |
| 925    | AK-74 (Präzisionsgewehr)                           | 5,45 × 39      |
| 940    | Wieger                                             | 5,56 × 45 NATO |
| 941    | Wieger (Polyamid-Schulterstütze fest)              | 5,56 × 45 NATO |
| 942    | Wieger (Schulterstütze abklappbar)                 | 5,56 × 45 NATO |
| 943    | Wieger (kurz, Schulterstütze abklappbar)           | 5,56 × 45 NATO |
| 944    | Wieger (leichtes Maschinengewehr)                  | 5,56 × 45 NATO |
| 945    | Wieger (Präzisionsgewehr)                          | 5,56 × 45 NATO |
| 950    | AK-74 Wieger                                       | 5,45 × 39      |
| 951    | AK-74 Wieger (Polyamid-Schulterstütze fest)        | 5,45 × 39      |
| 952    | AK-74 Wieger (Schulterstütze abklappbar)           | 5,45 × 39      |
| 953    | AK-74 (kurz, Schulterstütze abklappbar)            | 5,45 × 39      |
| 954    | AK-74 Wieger (leichtes Maschinengewehr)            | 5,45 × 39      |
| 955    | AK-74 Wieger (Präzisionsgewehr)                    | 5,45 × 39      |
| 960    | Maschinenpistole (Klein-MPi)                       | 5,6 × 15,5 mm  |
| 970    | AKM/AK-74 Wieger                                   | 7,62 × 39      |
| 971    | AKM/AK-74 Wieger (Polyamid-Schulterstütze fest)    | 7,62 × 39      |
| 972    | AKM/AK-74 Wieger (Schulterstütze abklappbar)       | 7,62 × 39      |
| 973    | AKM/AK-74 Wieger (kurz, Schulterstütze abklappbar) | 7,62 × 39      |
| 974    | AKM/AK-74 Wieger (leichtes Maschinengewehr)        | 7,62 × 39      |
| 975    | AKM/AK-74 Wieger (Präzisionsgewehr)                | 7,62 × 39      |
| 980    | Faustwaffe (Makarow)                               | 9 × 18 mm      |

## Wieger 940
Beim Waffensystem Wieger 940 handelt es sich um eine von der DDR auf der Basis der Reihe 920 (AK-74) in Eigenregie entwickelte Sturmgewehrfamilie. Sie war hauptsächlich für den Export bestimmt.

### Beschreibung
Die Konstruktion der 920er Baureihe wurde modifiziert, auf das NATO-Kaliber 5,56 × 45 mm umgestellt und eine 3-Schuss-Automatik eingebaut. Neben der Verwendung eines anderen Kunststoffes für den neu entwickelten Handschutz und einem neuen Mündungsfeuerdämpfer prägen vor allem die DDR-typische Schulterstütze und ein transparentes Kurvenmagazin das Erscheinungsbild des Sturmgewehrs. Die Adaption des Kalibers 5,56 × 45 erfolgte im VEB ZFT Dresden unter der Codebezeichnung 956. Die STG-940-Serie umfasst fünf bekannte Modelle, die sowohl Sturmgewehre in unterschiedlichen Varianten, als auch ein leichtes Maschinengewehr und eine Scharfschützenwaffe beinhaltet. Den jeweiligen Waffentypen wurden dabei unterschiedliche Nummerierungen der Modellreihe 940 zugewiesen. Im Einzelnen sind dies:
Das STG-941 als Standardsturmgewehr mit Holz- oder Kunststoffkolben, STG-942 mit einklappbarer Metallschulterstütze (beide mit Lauflänge 415 mm), das STG-943 als Kompaktvariante mit verkürztem Lauf (Lauflänge 317 mm) und beiklappbarer Metallschulterstütze; vorgesehen waren das lMG-944 als leichtes Maschinengewehr mit Zweibein und Lauflänge 500 mm und das Präzisionsgewehr PG-945 mit Zweibein, verlängertem Lauf und Zielfernrohr. Eine Waffe mit der Nummerierung 940 existiert nicht; dies ist die Bezeichnung für die Grundausführung des Waffensystems.

### Geschichte

#### Entwicklung
Bis Anfang der 1970er Jahre produzierte der GWB gemäß der Lizenzierung, begann dann jedoch eigene Verbesserungen in die Herstellungs- und Waffentechnologie sowie die Endprodukte einfließen zu lassen. Dies führte Mitte der 1980er Jahre zur vermehrten Umgehung der Restriktionen des Lizenzvertrages und 1985 zur Entwicklung der Wieger-Waffenfamilie. Die Entwicklung und Vorbereitung der Serienproduktion um das Jahr 1985 geht auf eine Initiative des Bereiches Kommerzielle Koordinierung (KoKo) des Ministeriums für Außenhandel (MAH) der DDR zurück. Erst Anfang 1986 wurde Günter Mittag durch Alexander Schalck-Golodkowski die Entwicklung eines Sturmgewehrs im Kaliber 5,56 × 45 mm NATO vorgeschlagen. Am 28. Juli 1986 wurde durch die der KoKo-Hauptabteilung II zugeordnete Firma IMES GmbH („Internationale Meßtechnik“ Import-Export-GmbH) an den VEB Kombinat Spezialtechnik Dresden offiziell ein Auftrag zur Entwicklung und Produktion eines Sturmgewehrs im Kaliber 5,56 × 45 mm NATO vergeben. Die Ausführung des Auftrags übernahm der GWB Wiesa. Der Leiter der MAH-Abteilung Handelspolitik, Klaus-Dieter Uhlig, war gleichzeitig Firmenleiter der IMES GmbH. Die „Abteilung Bewaffnung und Chemische Dienste“ (BCD) des Ministeriums für Staatssicherheit (MfS) war ebenfalls an diesem Projekt beteiligt. Der GWB mit einem Jahresausstoß von etwa 100.000 und einer angestrebten Produktionskapazität von 200.000 Stück Sturmgewehren des Systems Kalaschnikow im Jahr war neben dem Standort Suhl, an dem die einzelnen Waffenteile gefertigt wurden, alleiniger Schützenwaffenhersteller der DDR und für die Endmontage der Waffen verantwortlich.

#### Erprobung

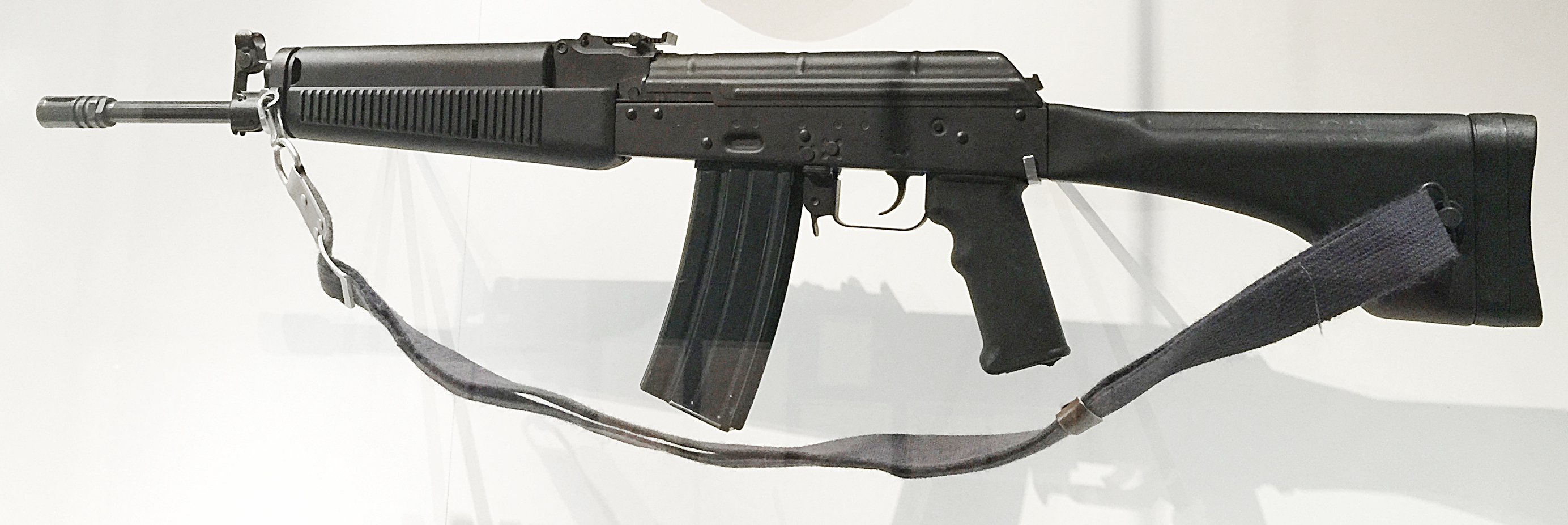
Wieger 941 im Militärhistorischen Museum Dresden

Ausführliche Tests der Waffen der Wieger-940-Serie wurden im September 1988 durch einen Oberleutnant und drei Unteroffiziere der NVA auf dem Gelände der Raketentechnischen Basis 2 in Brück durchgeführt. Getestet wurden 4 STG-941, 3 STG-942 und 3 STG-943. Innerhalb von drei Tagen wurden mit jeder Waffe rund 2000 Schuss abgefeuert. Den Waffen wurde eine zuverlässige Funktion, gute Treffsicherheit und keine wesentlichen Unterschiede zum vergleichbaren Kalaschnikow-System der Reihe 74 bescheinigt. Die Läufe zeigten keinen sichtbaren Verschleiß. Positiv hervorgehoben wurden im Testbericht die Resistenz gegen Schmutz beim üblichen taktischen Gebrauch in der Truppe, die hohe Treffsicherheit, sowie die Handhabung der Waffen. Negativ wurde der zu feste Sitz des Reinigungszeugs im Griffstück beurteilt, das „teilweise nur mit der Zange herausgezogen werden konnte“.

#### Produktion
Das STG 941/942 wurde mit einer Stückzahl von etwa 10.000 Stück produziert. Die Kompaktversion, das STG 943, wurde im Jahr 1989 in einer NVA-Einheit erprobt, wobei nur vier Waffen des Gerätes 943 zum Einsatz kamen. Darüber hinaus wurde das 943 nur in kleinen Stückzahlen zur Bemusterung für potentielle Kunden hergestellt.

#### Export
Im Jahr 1989 lagen zwei Exportverträge vor: Peru bestellte ein Kontingent der Sturmgewehrfamilie (58.000 Stück, Kaliber 7,62 × 39 mm) zur Ausrüstung seiner Polizeikräfte, und Indien ließ zusätzlich zu 35.000 Stück im Kaliber 5,45 × 39 mm bestellten Waffen eine Bestellung von über 10 Millionen Exemplare vormerken. Ebenso sollten 5000 Sturmgewehre im Kaliber 5,45 mm nach Uganda exportiert werden. Die Erfüllung der Verträge kam durch den Zusammenbruch der DDR nicht mehr zustande. Die Bundesrepublik als Rechtsnachfolgerin der DDR stornierte die bestehenden Bestellungen und zahlte an diese Länder entsprechende Konventionalstrafen. Im Jahr 1990 sollten insgesamt 15.000 Waffen des Typs 941/942 nach Ghana und Nigeria geliefert werden.

#### Weiterer Verbleib
Die Konstruktionspläne der Wieger sollen laut dem damaligen Hauptbuchhalter des VEB Geräte- und Werkzeugbau Wiesa in 50 Kisten verpackt im November 1993 einem Fregattenkapitän der Bundeswehr übergeben worden sein, der laut Übergabeprotokoll die Unterlagen einem Archiv zuführen wollte. Spätere Recherchen ergaben, dass dieses Archiv nicht existierte, an seiner Adresse residierte nur eine Dienststelle des Bundesnachrichtendienstes (BND). Der BND erklärte, dass er bei Fragen zum Verbleib der Unterlagen „fachlich unzuständig“ sei. Eine Anfrage beim Bundeskanzleramt dazu blieb unbeantwortet.
Im Jahr 2016 wurden die Wissenschaftlichen Dienste des Deutschen Bundestages (WD) beauftragt, den Verbleib der Wieger-Konstruktionspläne zu klären. Laut Information des Fachbereich Auswärtiges, Völkerrecht, wirtschaftliche Zusammenarbeit und Entwicklung, Verteidigung, Menschenrechte und humanitäre Hilfe der WD wurden die Wieger Konstruktionspläne ab 1993 vom Amt für Militärkunde (legendierte Dienststelle des BND) zusammengetragen und später dem Bundesamt für Ausrüstung, Informationstechnik und Nutzung der Bundeswehr zur Auswertung übergeben. Dort wurden sie zunächst archiviert und sollen im Jahr 2003 vernichtet worden sein. Es gibt auf dem Markt Waffen, welche der Wieger nachempfunden sind. Dies sind aus Sicht des Bundesverteidigungsministeriums jedoch Nachbauten, die nicht auf den originalen Konstruktionsplänen basieren sollen, sondern bspw. im Rahmen von Reverse Engineering entwickelt wurden.

### Versionen der Serie 94x
|                                        | STG-941 Sturmgewehr (Standard) | STG-942 Karabiner | STG-943 Kurzversion | lMG-944 leichtes Maschinengewehr | PG-945 Präzisionsgewehr |
| -------------------------------------- | --- | --- | --- | --- | --- |
| Abbildung                              | Wieger STG941 | Wieger STG942 | Wieger STG943 | | |
| Hersteller                             | VEB Geräte- und Werkzeugbau Wiesa | VEB Geräte- und Werkzeugbau Wiesa | VEB Geräte- und Werkzeugbau Wiesa | VEB Geräte- und Werkzeugbau Wiesa | VEB Geräte- und Werkzeugbau Wiesa |
| Bauart                                 | Gasdrucklader mit Drehkopfverschluss | Gasdrucklader mit Drehkopfverschluss | Gasdrucklader mit Drehkopfverschluss | Gasdrucklader mit Drehkopfverschluss | Gasdrucklader mit Drehkopfverschluss |
| Kaliber                                | 5,56 × 45 mm | 5,56 × 45 mm | 5,56 × 45 mm | 5,56 × 45 mm | 5,56 × 45 mm |
| Länge (mit abgekappter Schulterstütze) | 920 mm | 915 mm (700 mm) | 805 mm (600 mm) | 959 mm | 950 mm |
| Lauflänge                              | 415 mm | 415 mm | 317 mm | 500 mm | 500 mm |
| Munitionszufuhr                        | Kurvenmagazin | Kurvenmagazin | Kurvenmagazin | Kurvenmagazin | Kurvenmagazin |
| Magazinkapazität                       | Kapazität: 30 Schuss | Kapazität: 30 Schuss | Kapazität: 30 Schuss | Kapazität: 30 Schuss | Kapazität: 30 Schuss |
| Feuerrate                              | 600 Schuss/min | 600 Schuss/min | 600 Schuss/min | 600 Schuss/min | Einzelschuss |
| Ausstattungsmerkmale                   | Dauerfeuer-, Einzelfeuer-, 3-Schuss-Feuerstoß-Modus, starrer Kunststoffkolben mit individuell anpassbarer Schaftkappe, anthrazitfarbener Pistolengriff mit Fingerauflage, Reinigungsgerät befindet sich im Griff, ein dreiteiliger Putzstock ist zerlegt im Vorderschaft untergebracht | Dauerfeuer-, Einzelfeuer-, 3-Schuss-Feuerstoß-Modus, seitlich abklappbare Metallschulterstütze, anthrazitfarbener Pistolengriff mit Fingerauflage, Reinigungsgerät befindet sich im Griff, ein dreiteiliger Putzstock ist zerlegt im Vorderschaft untergebracht | Dauerfeuer-, Einzelfeuer-, 3-Schuss-Feuerstoß-Modus, seitlich abklappbare Metallschulterstütze, anthrazitfarbener Pistolengriff mit Fingerauflage, Reinigungsgerät befindet sich im Griff, ein dreiteiliger Putzstock ist zerlegt im Vorderschaft untergebracht | Dauerfeuer-, Einzelfeuer-, 3-Schuss-Feuerstoß-Modus, starrer Kunststoffkolben mit individuell anpassbarer Schaftkappe, anthrazitfarbener Pistolengriff mit Fingerauflage, Reinigungsgerät befindet sich im Griff, ein dreiteiliger Putzstock ist zerlegt im Vorderschaft untergebracht, abklappbares Zweibein vor der Kornhalterung, im angeklappten Zustand im unteren Handschutz verborgen | Nur Einzelfeuer-Modus, starrer Kunststoffkolben mit individuell anpassbarer Schaftkappe, anthrazitfarbener Pistolengriff mit Fingerauflage, Reinigungsgerät befindet sich im Griff, ein dreiteiliger Putzstock ist zerlegt im Vorderschaft untergebracht, abklappbares Zweibein vor der Kornhalterung, im angeklappten Zustand im unteren Handschutz verborgen |

## Dokumentationen
- Mitteldeutscher Rundfunk: Honeckers Geheime Kriege, 27. Januar 2018 (ab etwa 33:00)
- ZDF info: Die sieben Geheimnisse der NVA, 28. Februar 2020
- MDR Umschau: Die Geschichte des geheimen DDR-Sturmgewehres „WIEGER“, 27. Oktober 2020